# 3시엔 MBC 스테이션
3시엔 MBC 스테이션은 목포MBC 표준FM (표준FM 89.1㎒)에서 매주 월요일 오후 3시 5분부터 오후 4시까지 방송되었던 목포 등 전남 서남부 지역의 라디오 프로그램이다. 2023년 10월 2일 자로 3개월만에 폐지되었다.

## 같이 보기
- 목포문화방송
- MBC 표준FM
- 박준형, 박영진의 2시만세